# Riom-Parsonz
Riom-Parsonz (tot 1943 in het Duits Reams en Präsanz) is een voormalige gemeente het Zwitserse kanton Graubünden, dat deel uitmaakt(e) van het district Albula.
Riom-Parsonz telt 335 inwoners. In 2016 is de gemeente gefuseerd samen met de andere gemeenten Bivio, Cunter, Marmorera, Mulegns, Salouf, Savognin, Tinizong-Rona en Sur tot de nieuwe gemeente Surses.